# حاکم دائو چین
حاکم دائو از چین (به چینی: 秦悼公؛ مرگ ۴۷۷ پ. م)؛ فرمانروای ایالت چین در دودمان ژو از ۴۹۱ پ. م تا ۴۷۷ پ. م بود. ایالت چین در آینده همه کشور چین را یکپارچه ساخت و تبدیل به دودمان چین شد. نام اجدادی او یینگ (嬴) و حاکم دائو نام پسامرگ او بود. حاکم دائو جانشین پدرش، حاکم هویی یکم چین که در ۴۹۲ پ. م درگذشت، شد. حاکم دائو ۱۵ سال سلطنت کرد و در سال ۴۷۷ پ. م درگذشت. پس از او پسرش حاکم لیگونگ چین جانشین او شد.